# Gustav Almgren
Gustav Almgren (suec: Gustav Adolf Almgren)  (Vänersborg, 6 de novembre de 1906 - Göteborg, 31 d'agost de 1936) va ser un tirador d'esgrima suec, especialista en espasa, que va competir durant la dècada de 1930.
El 1936 va prendre part en els Jocs Olímpics de Berlín, on guanyà la medalla de plata en la prova d'espasa per equips del programa d'esgrima.